# 2022 в Угорщині
Події 2022 року в Угорщині.

## Керівники держави
- Президент: Янош Адер (до 24 травня), Каталін Новак (з 24 травня)
- Прем'єр-міністр: Віктор Орбан
- Спікер Національної асамблеї: Ласло Кевер

## Події

### Лютий
- 16 лютого — Європейський суд відхиляє скарги Польщі та Угорщини проти регламенту та підтверджує, що регламент відповідає договорам Європейського Союзу. Це дозволить Європейській комісії призупинити виділення коштів з бюджету ЄС державам-членам, які мають проблеми з верховенством права, що може вплинути на управління коштами ЄС[1].

### Березень
- 7 березня — Прем'єр-міністр Угорщини Віктор Орбан підписує указ, що дозволяє розгортати війська НАТО в Західній Угорщині та передачу летальної зброї через її територію іншим державам-членам НАТО. Однак указ не дозволяє переправляти зброю через свою територію в Україну[2].
- 10 березня  — президентські вибори в Угорщині: правлячий альянс Фідес — Угорський громадянський союз висунув кандидата в президенти Каталін Новак, колишнього міністра у справах сім'ї. Після обрання вона стала першою в історії жінкою-президентом Угорщини[3].

### Квітень
- 3 квітня — Альянс Віктора Орбана Фідес — Угорський громадянський союз перемагає на Парламентських виборах 2022 року в Угорщині — на 4 виборах поспіль, зберігаючи свою більшість у дві третини, яку він утримував із 2010 року. Опозиційний альянс програє, а права націоналістична партія «Наша Батьківщина» вперше отримала місця в Національній асамблеї.

### Травень
- 1 травня — Угорщина заявляє, що накладе вето на будь-які санкції Європейського Союзу, які обмежать імпорт енергоносіїв з Росії. Для введення санкцій потрібна одностайність всіх 27 членів ЄС[4].
- 2 травня — секретар Ради національної безпеки і оборони України Олексій Данілов звинувачує Угорщину в тому, що вона заздалегідь знала про російське вторгнення, заявивши, що Угорщина була попереджена президентом Росії Володимиром Путіним і що Угорщина мала плани анексувати частину Західної України[5]
- 10 травня — Каталін Новак вступає на посаду першої жінки-президента Угорщини[6].
- 24 травня — Угорщина оголошує надзвичайний стан через війну в Україні та проблеми в угорській економіці, частково викликані війною[7].

### Липень
- 12 липня — Парламент ухвалює Закон XIII від 2022 року про детальний податок підприємців з низьким рівнем оподаткування (KATA), який скасовує спрощену систему оподаткування KATA. Закон опубліковано в Magyar Közlöny 18 липня[8]
- 12-25 липня — акції протесту проти скасування КАТА.
- 23 липня — прем'єр-міністр Віктор Орбан у своїй промові в Румунії виступає проти «змішування» європейських і неєвропейських рас, заявляючи «Ми [угорці] не є змішаною расою і не хочемо стати змішаною расою»[9][10][11][12].
- 31 липня — на гоночній трасі «Хунгароринг» в Будапешті відбулися автоперегони чемпіонату світу Формули-1 Формула-1 — Гран-прі Угорщини, на яких переміг Макс Ферстаппен «Ред Булл»[13].

### Вересень
- 15 вересня — Угорщина ухвалює нові обмеження щодо абортів законопроєктом про обов'язкове УЗД. Згідно із законом, жінки, які бажають зробити аборт, тепер будуть зобов'язані «слухати серцебиття плоду», перш ніж вони зможуть зробити аборт. Цей законопроект проштовхнула ультраправа партія «Наша Батьківщина»[14][15][16].

### Жовтень
- 23 жовтня — тисячі людей, включно з викладачами та студентами, протестують по всій Угорщині проти уряду Віктора Орбана, вимагаючи підвищення зарплат і права на страйк на тлі високого рівня інфляції в країні[17].

### Листопад
- 14 листопада — після відставки Ласло Палковича його міністерство технологій і промисловості розпускається[18]. Його завдання делеговано міністрам Мартону Надю, Яношу Лазару, Яношу Чаку та Чабі Лантошу.

## Померли
- 24 січня — Сильвестр Чоллань (нар. 13 квітня 1970), угорський гімнаст, олімпійський чемпіон у вправах на кільцях.
- 17 лютого — Кальман Холлай, (нар. 26 лютого 1949), угорський актор театру та кіно.
- 17 лютого — Мате Феньвеші, (нар. 20 вересня 1933), угорський футболіст.
- 7 березня — Іштван Хорват (нар. 6 серпня 1953), угорський та американський хімік, що працює в галузі зеленої хімії від її появи.
- 31 березня — Золтан Фрідманскі, (нар. 22 жовтня 1934), угорський футболіст та футбольний тренер.
- 1 червня — Іштван Секе (нар. 13 лютого 1947), угорський футболіст та футбольний тренер.
- 10 червня — Золтан Дернеї (нар. 11 березня 1960), британський лінгвіст угорського походження.
- 9 липня — Андраш Теречик (нар. 1 травня 1955), угорський футболіст.
- 28 липня — Йожеф Кардош (нар. 29 березня 1960), угорський футболіст.
- 11 серпня — Йожеф Тот (нар. 2 грудня 1951), угорський футболіст.
- 24 серпня — Абоїмов Іван Павлович (нар. 6 листопада 1936), російський дипломат, з 1972 по 1979 — перший секретар, радник Посольства СРСР в Угорщині; з 1984 по 1986 — радник-посланник Посольства СРСР в Угорщині; з 1990 по 1996 — посол СРСР, Росії в Угорщині.
- 14 вересня — Марія Віттнер (нар. 9 червня 1937), угорська громадська активістка і політична діячка, активна учасниця Угорської революції 1956 року.
- 7 листопада — Ева Сабо (нар. 30 жовтня 1945), угорська тенісистка.
- 21 листопада — Кальман Месей (нар. 16 липня 1941), угорський футболіст.
- 12 грудня — Іван Фараго (нар. 1 квітня 1946), угорський шахіст, гросмейстер.
- 21 грудня — Дьордь Тумпек (нар. 12 січня 1929), угорський плавець, призер Олімпійських Ігор, чемпіон Європи з водних видів спорту.